# 380'erne
Århundreder: 3. århundrede – 4. århundrede – 5. århundrede
Årtier: 330'erne 340'erne 350'erne 360'erne 370'erne – 380'erne – 390'erne 400'erne 410'erne 420'erne 430'erne
År: 380 381 382 383 384 385 386 387 388 389